# 格兰河畔奥登海姆
格兰河畔奥登海姆是德国莱茵兰-普法尔茨州的一个市镇。总面积13.26平方公里，总人口1755人，其中男性852人，女性903人（2011年12月31日），人口密度132人/平方公里。